# 西ヨーロッパ夏時間
西ヨーロッパ夏時間（にしヨーロッパなつじかん、WEST: Western European Summer Time）とは、西ヨーロッパ時間 (WET: Western European Time, UTC+0) 地域で用いられる夏時間である。協定世界時 (UTC: Universal Time Coordinated)より1時間進む (UTC+1)。ただし、イギリスでは、伝統的に英国夏時間 (BST: British Summer Time) という名称を用いている。
実施期間は、3月の最終日曜日午前1時 (WET)（＝午前2時 (WEST)）から10月の最終日曜日午前1時 (WET)（＝午前2時 (WEST)）まで。すなわち、夏時間の開始日は1日が23時間となり、終了日は1日が25時間となる。
| 年     | 開始                    | 終了                     |
| ------ | ----------------------- | ------------------------ |
| 2014年 | 3月30日(日) 01:00 (UTC) | 10月26日(日) 01:00 (UTC) |
| 2015年 | 3月29日(日) 01:00 (UTC) | 10月25日(日) 01:00 (UTC) |
| 2016年 | 3月27日(日) 01:00 (UTC) | 10月30日(日) 01:00 (UTC) |
| 2017年 | 3月26日(日) 01:00 (UTC) | 10月29日(日) 01:00 (UTC) |
| 2018年 | 3月25日(日) 01:00 (UTC) | 10月28日(日) 01:00 (UTC) |
| 2019年 | 3月31日(日) 01:00 (UTC) | 10月27日(日) 01:00 (UTC) |
| 2020年 | 3月29日(日) 01:00 (UTC) | 10月25日(日) 01:00 (UTC) |